# Región de Fitovinany
Fitovinany es una región situada en el sureste de Madagascar. Su capital es Manakara. Está habitado por el pueblo antemoro.
Anteriormente pertenecía a la región de Vatovavy-Fitovinany que se dividió el 16 de junio de 2021 para convertirse en las regiones de Vatovavy y de Fitovinany.
La región se extiende a lo largo de la parte sur de la costa este de Madagascar. Limita con Vatovavy (norte), Haute Matsiatra (oeste) y Atsimo-Atsinanana (sur).

## Divisiones administrativas
La región de Fitovinany se divide en tres distritos, que se subdividen a su vez en 76 comunas.
- Distrito de Ikongo - 17 comunas
- Distrito de Manakara-Atsimo - 42 comunas
- Distrito de Vohipeno - 17 comunas

## Transporte
- Manakara es la estación final del ferrocarril Fianarantsoa-Côte Est.
- Coche, taxi colectivo
- Un aeropuerto y un puerto marítimo:
  - Aeropuerto de Manakara
  - El puerto marítimo de Manakara solo se utiliza para transbordos y tránsito (lychee, café, ...)

### Carreteras
La Carretera Nacional 12 desde Irondro (intersección con RN 25) sobre Manakara hasta Vangaindrano.

## Áreas protegidas
- Parte del Corredor Fandriana-Vondrozo
- Parte del parque nacional de Marolambo
- Parte del parque nacional de Ranomafana (Vatovavy)
- Parque nacional de Midongy del Sur a 90 km desde Vangaindrano
- Reserva de Manombo, a medio camino entre Vangaindrano y Farafangana